# Mätarfly
Mätarfly, Colobochyla salicalis är en fjärilsart som beskrevs av Michael Denis och Ignaz Schiffermüller, 1775. Mätarfly ingår i släktet Colobochyla och familjen nattflyn, Noctuidae. Arten är reproducerande i Sverige. Inga underarter finns listade i Catalogue of Life.

## Bildgalleri

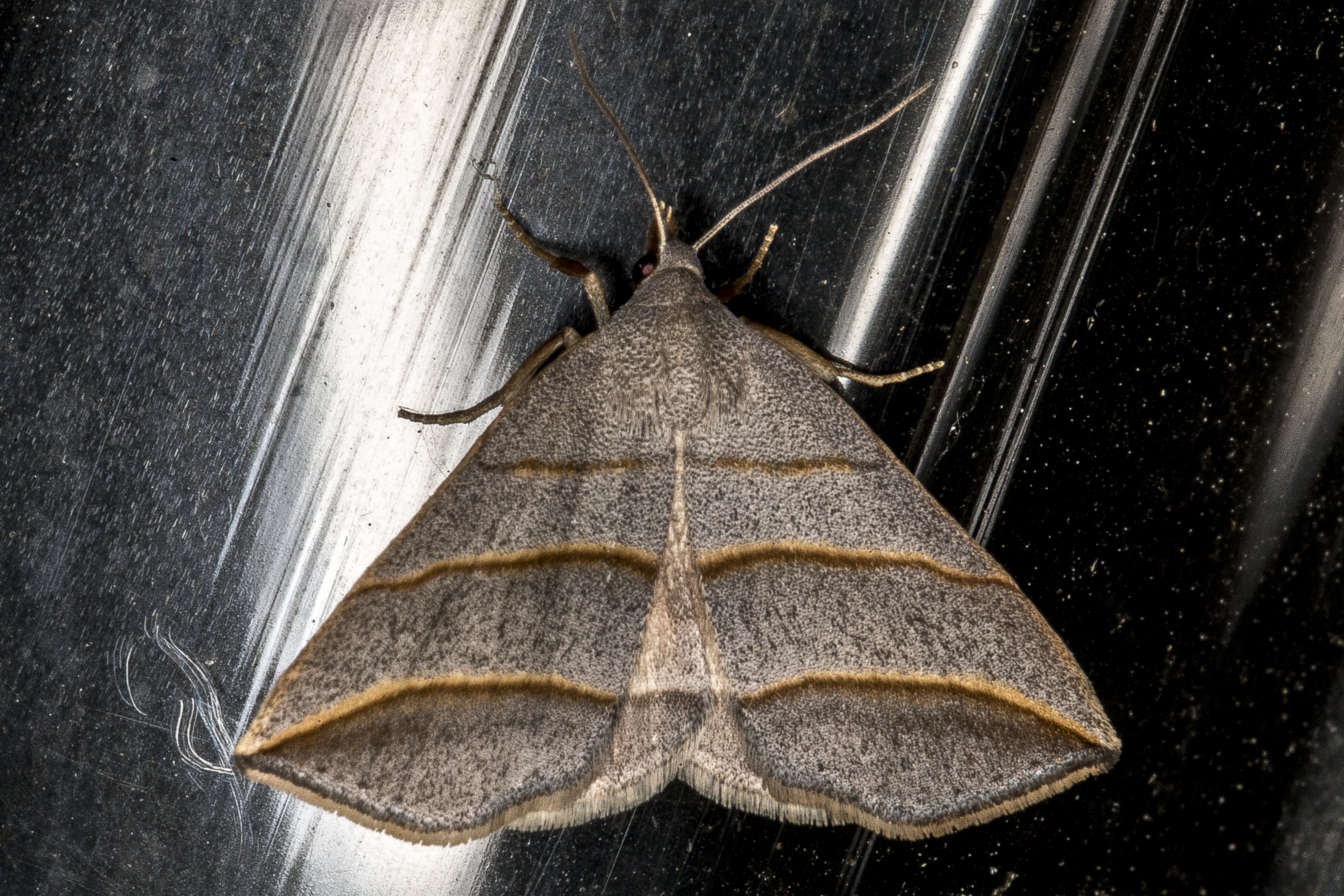
Imago fjäril
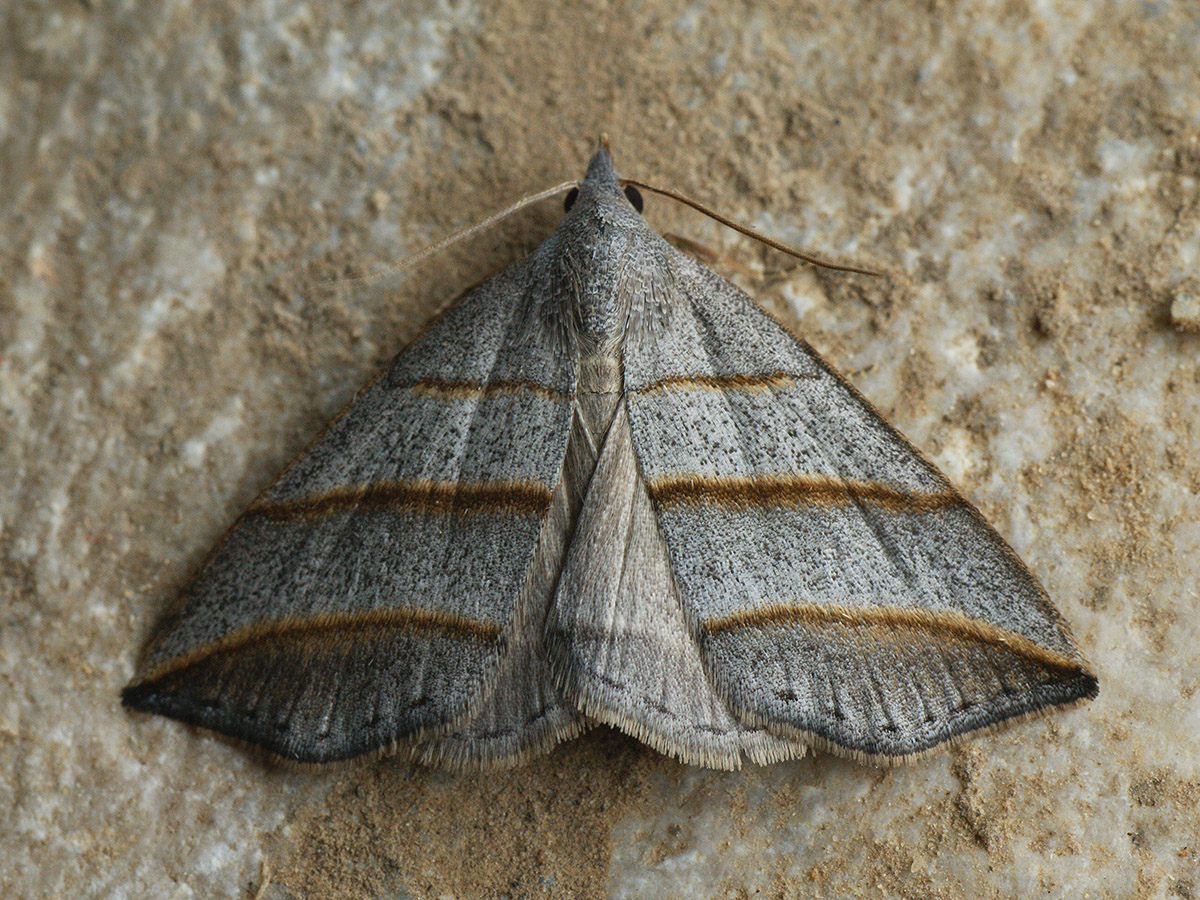
Imago fjäril
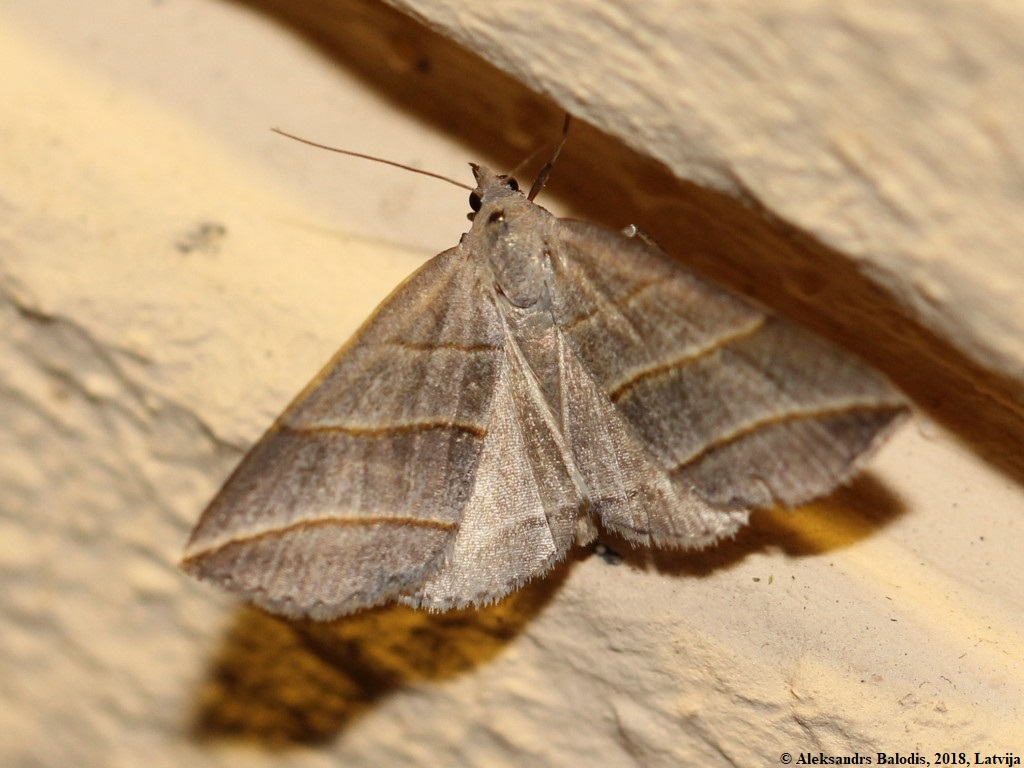
Imago fjäril